# Tim Farron
Pour les articles homonymes, voir Farron.
Timothy James Farron dit Tim Farron, né le 27 mai 1970 à Preston (Lancashire), est un homme politique britannique. Il est diplômé (Bachelor of Arts) en science politique de l'université de Newcastle et dirigeant des Libéraux-démocrates de 2011 à 2015. Il est député à la Chambre des communes pour Westmorland and Lonsdale depuis 2005.

## Candidat à la direction du parti de 2015
Après la démission de Nick Clegg des suites de la défaite du parti aux élections législatives de 2015, qui perd 49 sièges à la Chambre des communes, il se porte candidat du scrutin et il affronte Norman Lamb et il remporte avec 56,5% des voix contre 43,5 % à son adversaire.
Il se montre très hostile au dirigeant travailliste Jeremy Corbyn, qu'il qualifie de « pire dirigeant politique de l'histoire », déterminé à « livrer le secteur privé à son délire égalitaire ». Il se prononce en faveur d'une nouvelle coalition avec le Parti conservateur. Après le référendum sur l'appartenance du Royaume-Uni à l'Union européenne en 2016, qui voit les partisans de la sortie l'emporter, il réclame l'organisation d'un nouveau referendum.

## Élections de 2017 et démission
Le 8 juin 2017, les Britanniques étaient appelés aux urnes pour les élections anticipées, organisées par la première ministre Theresa May ; cette dernière voulait une majorité confortable pour les conservateurs pour faciliter les négociations sur le Brexit. Mais un choc retentit. Après que les bureaux de vote sont fermés, les sondages à la sortie des urnes annoncent un parlement sans majorité où les Tories de Theresa May arrivent en tête. Les libéraux-démocrates dirigés par Farron restent la quatrième force politique, en gagnant quatre sièges (perdant aussi quatre comme Ceredigion, leur seul siège au pays de Galles et Sheffield Hallam, siège de son prédécesseur Nick Clegg) à la chambre des communes mais en perdant des voix. Après le suspense, Tim Farron annonça alors que si les conservateurs perdent leur majorité absolue (qu'ils avaient détenus en 2015), il ne formera pas une coalition avec eux. Près d'une semaine après le scrutin, il annonce son intention de démissionner, restant ainsi le leader jusqu'à ce que son successeur soit élu. En effet, il est anglican pratiquant et reste opposé à la politique sexuelle libérale de son parti.

## Vie privée
Il est végétarien, tout comme l'ancien leader travailliste Jeremy Corbyn,,.